# كمال بيراموف
كمال بيراموف (بالأذرية: Bayramov Kamal Bəhram oğlu) هو لاعب كرة قدم أذربيجاني في مركز حراسة المرمى، ولد في 19 أغسطس 1985 في تووز في أذربيجان. لعب مع غيرسون سبور ونادي خزر لنكران ونادي نيفتشي باكو.

## وصلات خارجية
- كمال بيراموف على موقع قاعدة بيانات كرة القدم.إي يو (الإنجليزية)
- كمال بيراموف على موقع Soccerway.com (الإنجليزية)
- كمال بيراموف على موقع عالم كرة القدم.نت (الإنجليزية)